# Effa Motors

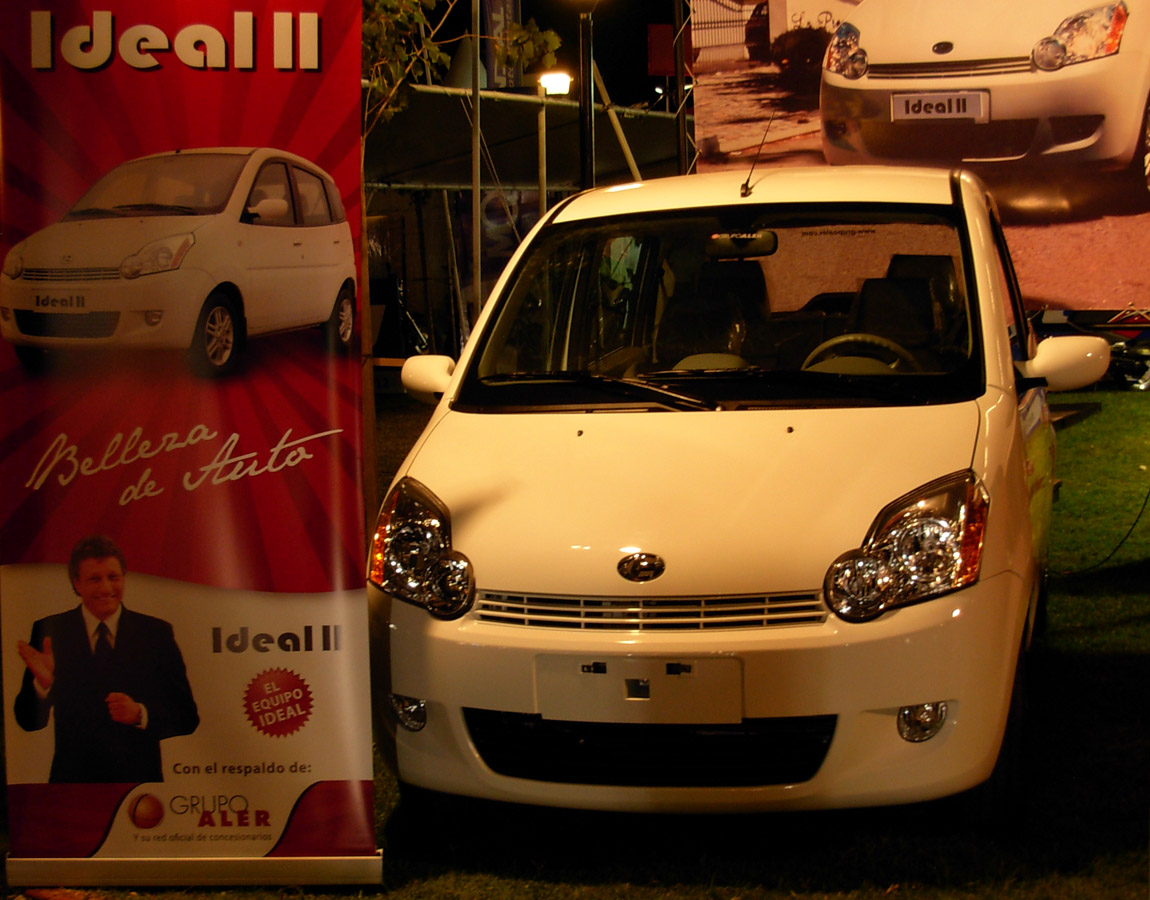
Effa Ideal II von 2012

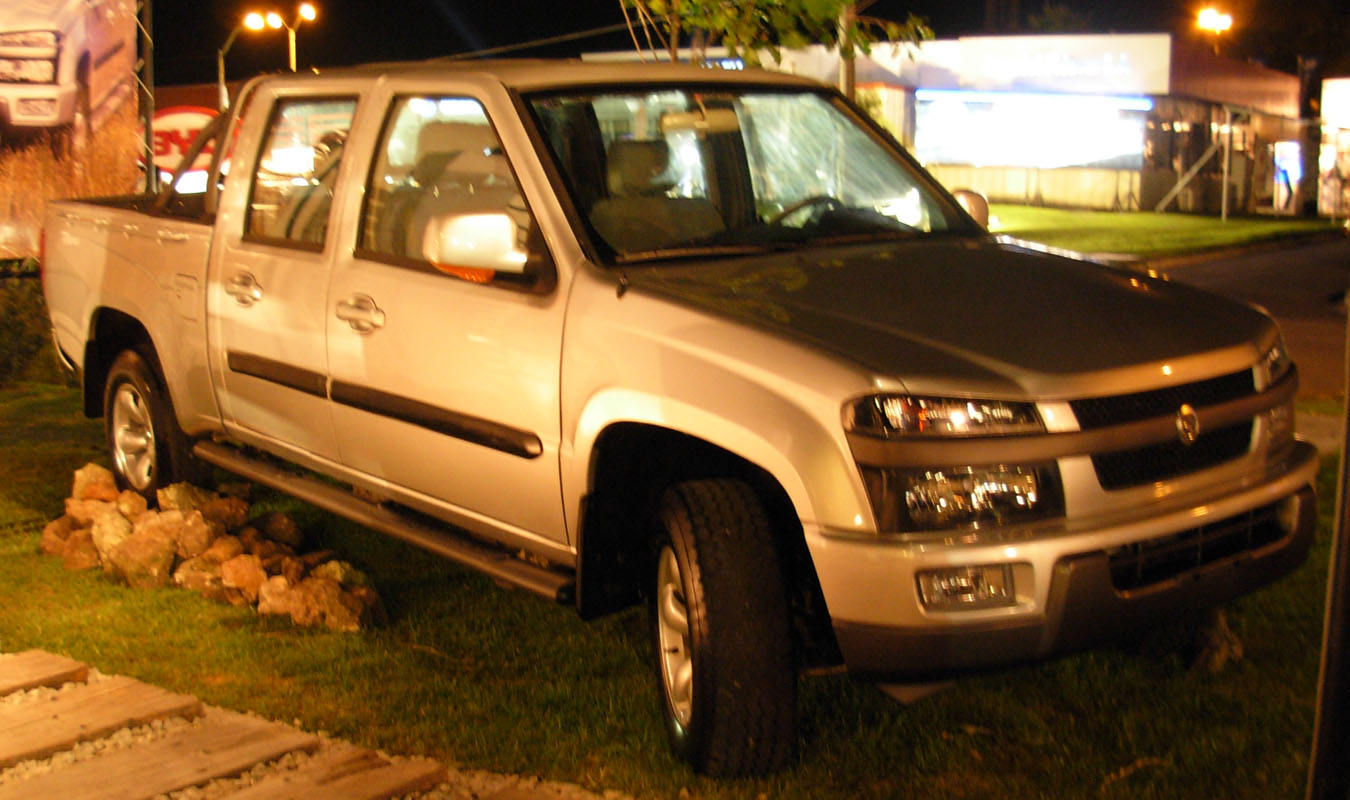
Effa Plutus von 2012

Effa Motors ist ein Unternehmen aus dem Automobilbereich aus Uruguay.

## Beschreibung
Eduardo Effa gründete 2006 oder 2007 das Unternehmen. Der Unternehmenssitz befindet sich in San José de Mayo. Das Unternehmen importiert Fahrzeuge aus der Volksrepublik China und verkauft sie als Effa. Hauptabsatzmarkt ist Brasilien. 2008 wurde in Barueri ein brasilianisches Unternehmen gleichen Namens gegründet. Es gab Pläne, selber Fahrzeuge im CKD-Verfahren herzustellen. Ebenso war ein Produktionswerk im brasilianischen Manaus geplant.
Es bestehen oder bestanden Partnerschaften mit Changhe, Dongfeng, Beiqi Foton Motor, Hafei, Higer, Huanghai, Jinbei, JMC, Lifan, Sinotruck und Zotye.
Das Montagewerk in Uruguay wurde 2012 an Lifan Motors Uruguay verkauft, nachdem dort bereits seit 2010 Lifan-Modelle montiert worden waren.